# AK-630
El AK-630 es un sistema CIWS (Close-In Weapons System, por sus siglas en inglés) de procedencia soviética y que está basado en un cañón automático rotativo de seis cañones de 30 mm. Va montado en una torreta cerrada y cuenta con un sistema de puntería integrado en el sistema defensivo A-213 Vympel-A, que combina guía por radar, TV y óptica. El principal cometido de este sistema de armas es la defensa contra misiles antibuque y otras armas guiadas de precisión.
Sin embargo, también puede ser utilizado contra otros objetivos como aeronaves de ala fija o rotatoria, embarcaciones, objetivos costeros y minas. El AK-630 fue uno de los primeros sistemas CIWS en entrar en servicio, aunque todo el tiempo de más que ha permanecido activo ha influido negativamente en su ventaja respecto a sistemas más modernos. Una vez en servicio, fue rápidamente adoptado, siendo instaladas hasta ocho unidades en cada buque de guerra soviético.

## Descripción

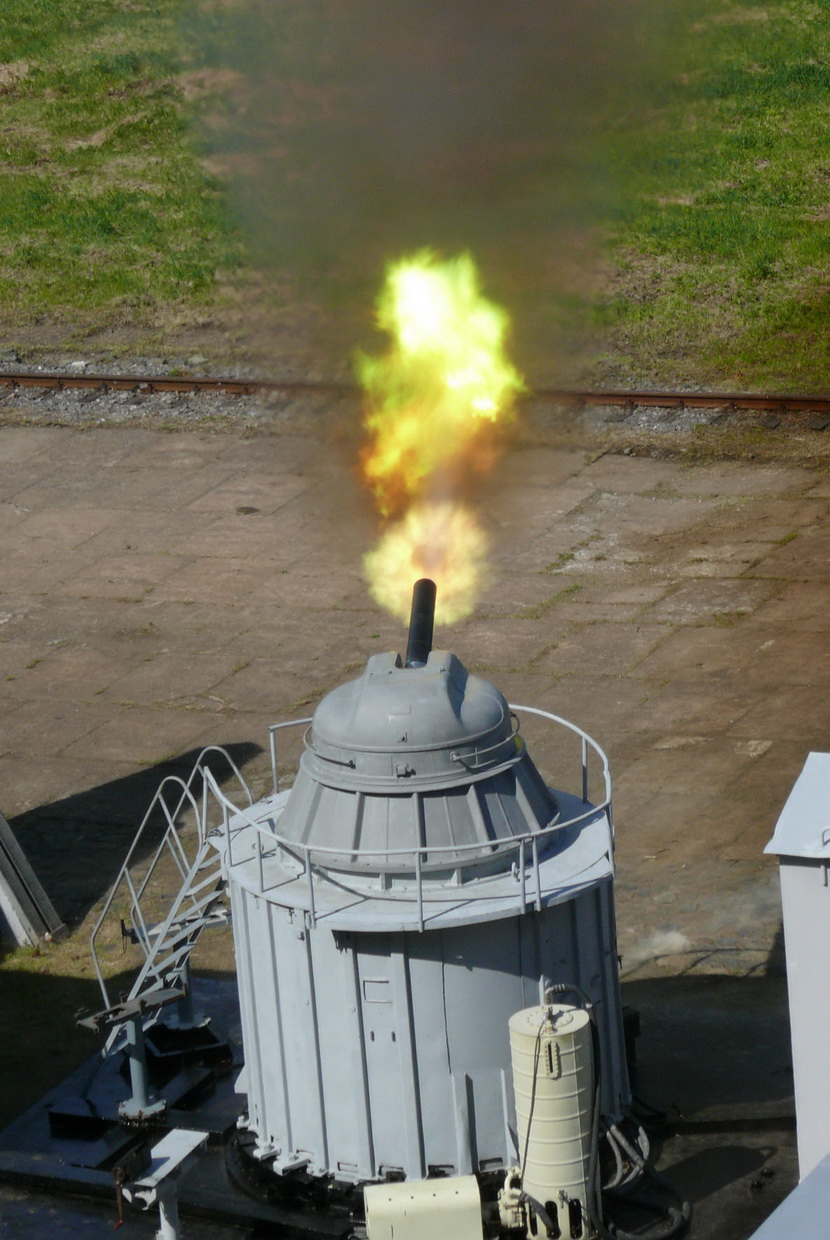
AK-630 montado en tierra, abriendo fuego.

El sistema de armas A-213-Vympel-A comprende el propio cañón AK-630, el radar control de tiro MR-123-02 y el selector óptico de objetivos SP-521. Un solo radar MR-123-02 puede controlar simultáneamente dos montajes de 30 o 57 mm indistintivamente. Este radar puede seguir blancos aéreos o de superficie hasta a 4 y 5 km, respectivamente. El sistema de detección elctro-óptico puede detectar aeronaves del tamaño de un MIG-21 a 7 km y pequeñas embarcaciones a unos 70 km. Éste incluye además modo patrulla y seguimiento, telémetro láser y mira óptica por TV.
El montaje del cañón es completamente automático, aunque también puede ser manejado por control remoto. Tiene una cadencia de tiro superior a otros sistemas similares como las versiones más antiguas del Phalanx CIWS, el DARDO o el Goalkeeper. Normalmente van montados por parejas, teniendo los buques más grandes montados cuatro pares como mucho, aportando una muy notable defensa de punto. Sin embargo, al igual que el resto de sistemas Gatling, pierden eficacia si no se les da suficiente tiempo para el seguimiento y además, se requieren muchos disparos para acabar con una sola amenaza.
|                      | AK-630                          | AK-630M1-2                        | Phalanx CIWS                     | Goalkeeper CIWS                  | DARDO                                        |
| -------------------- | ------------------------------- | --------------------------------- | -------------------------------- | -------------------------------- | -------------------------------------------- |
| Peso                 | 9114 kg (20 092,9 lb)           | 11 819 kg (26 056,5 lb)           | 6200 kg (13 668,7 lb)            | 9902 kg (21 830,2 lb)            | 5500 kg (12 125,4 lb)                        |
| Armamento            | GSh-6-30 de 6 cañones (30 mm)   | Dos GSh-6-30 de 6 cañones (30 mm) | M61 Vulcan de 6 cañones (20 mm)  | GAU-8 de 7 cañones (30 mm)       | Montaje doble del cañón Bofors 40 mm (40 mm) |
| Cadencia de tiro     | 5.000 disparos por minuto       | 10.000 disparos por minuto        | 4.500 disparos por minuto        | 4.200 disparos por minuto        | 600/900 disparos por minuto                  |
| Alcance              | 4000 m (13 123,4 pies)          | 4000 m (13 123,4 pies)            | 3600 m (11 811 pies)             | 2000 m (6561,7 pies)             | 4000 m (13 123,4 pies)                       |
| Munición en la pieza | 2.000 balas                     | 4.000 balas                       | 1.550 balas                      | 1.190 balas                      | 736 balas                                    |
| Velocidad de salida  | 900 m (2952,8 pies) por segundo | 900 m (2952,8 pies) por segundo   | 1100 m (3608,9 pies) por segundo | 1109 m (3638,5 pies) por segundo | 1000 m (3280,8 pies) por segundo             |
| Elevación            | -12 a +88 grados                | -12 a +88 grados                  | -25 a +85 grados                 | -25 a +85 grados                 | -13 a +85 grados                             |
| Rotación             | 360 grados                      | 360 grados                        | -150 a +150 grados               | 360 grados                       | 360 grados                                   |

## Variantes
La familia del AK-630 está compuesta por varios sistemas de armas entre lo que se puede incluir también al CADS-N-1 Kashtan y sus derivados.

### AK-630
Es el modelo original y su diseño se remonta a 1963, siendo completado su primer prototipo al año siguiente. Las pruebas del sistema completo incluyendo el radar se demoraron hasta 1976, cuando fue aceptado para el servicio.

### AK-630M
Durante el servicio, aparecieron una serie de problemas no observados durante las pruebas que resultaron en una serie de modificaciones y en el desarrollo del AK-630M, que entró en servicio en 1979.

### AK-306
Es un derivado del AK-630M hecho para ser instalado en pequeñas embarcaciones más como defensa antisuperficie que como antimisil. Por ello se le eliminó el sistema de guía por radar y pasó a ser manejado ópticamente. Estos cambios hicieron que el nombre del sistema completo fuera A-219 en vez de A-213-Vympel-A. El diseño comenzó en 1974 y el sistema entró en servicio en 1980. Cuando la producción cesó en 1986 había 125 en servicio.

### AK-630M1-2
En 1983, se tomó la decisión de actualizar el diseño y modificar el sistema AK-630 para incluir un segundo cañón montado encima del primero, lo que proporcionaría al sistema 10 000 dpm en total. El AK-630M1-2 "Roy" es más o menos del mismo tamaño y peso que los anteriores, lo que permite su instalación en las actuales torretas AK-630. Aunque el sistema demostró ser exitoso, el AK-630M1 Roy-2 no fue aceptado para su producción debido al desarrollo en paralelo de un sistema combinado de misiles y armas, más eficaz, que fue designado 3M87 Kortik y más tarde llamado Kashtan. El único ejemplar que queda de AK-630M1-2 Roy sigue instalado en el buque lanzamisiles Project 206.6 P-44.
En julio de 2007 en el IMDS-2007, una versión modernizada del sistema AK-630M1-2 fue mostrada por OAO AK Tulamashzavod bajo el nuevo nombre de "Duet". Visualmente el "Duet" difiere del "Roy" en tener una nueva torreta con un diseño furtivo de baja RCS en comparación con las tradicionales torretas redondeadas de los AK-630.

## Usuarios

### Actuales
- Argelia
- Birmania
- Bulgaria
- Camerún
- China
- Corea del Norte
- Croacia
- Cuba
- Egipto
- Eslovenia
- Grecia
- India
- Indonesia
- Kenia
- Pakistán
- Polonia
- Rumania
- Rusia
- Ucrania
- Vietnam
- Yemen

### Anteriores
- Alemania
- Alemania Oriental - Transferidos a Alemania
- Unión Soviética - Transferidos a sus estados sucesores.
- Yugoslavia - Transferidos a sus estados sucesores.

### Desarrollos relacionados
- Pantsir-S1 (sistema de defensa antiaérea)
- KBP Instrument Design Bureau
- Tunguska-M1

### Artículos similares
- Meroka
- Tipo 730
- Kashtan CIWS
- DARDO
- Goalkeeper CIWS
- Phalanx CIWS